# Trois mouvements de Pétrouchka

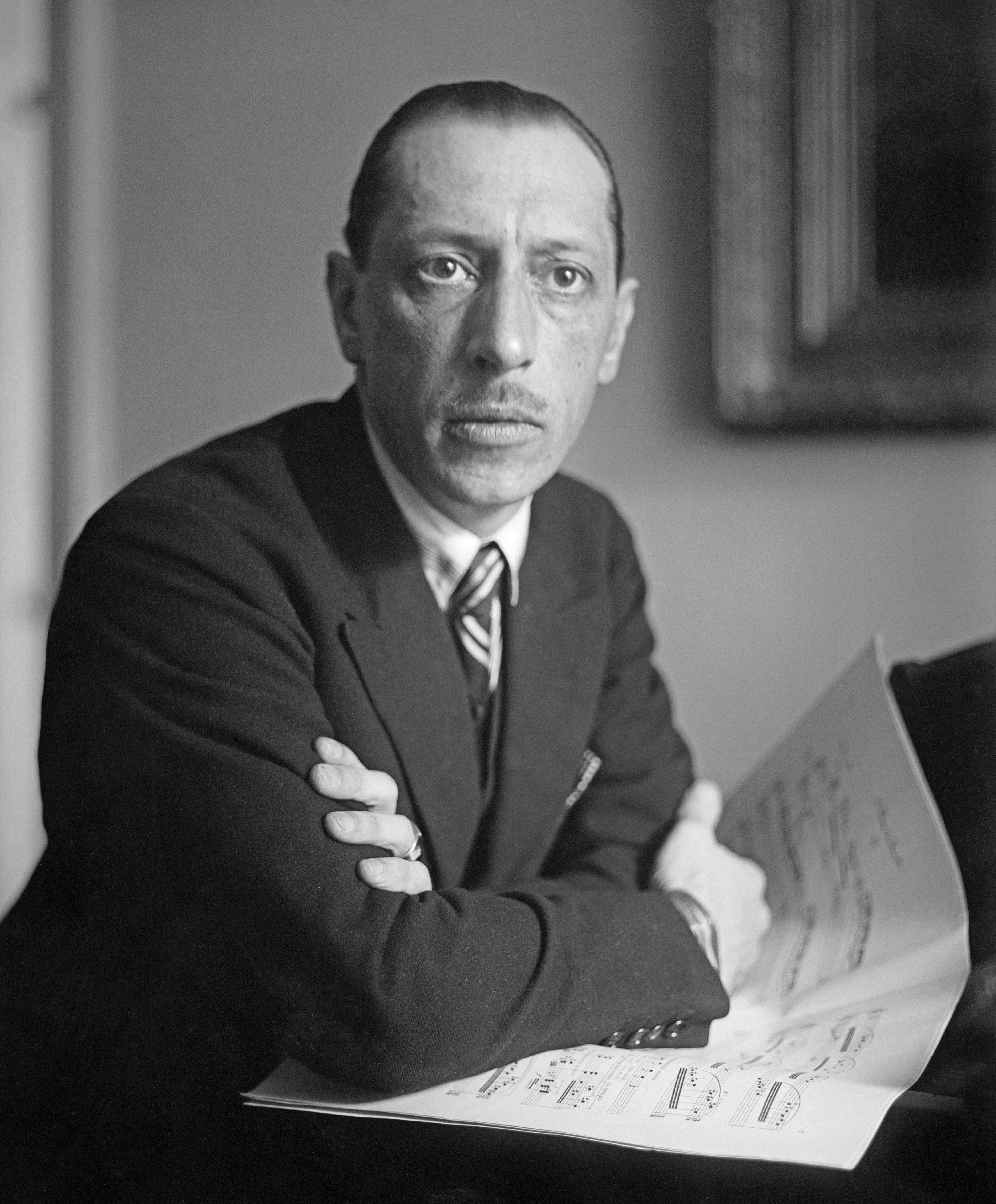
Igor Strawinsky zur Zeit der Komposition

Trois mouvements de Pétrouchka („Drei Sätze aus Petruschka“) ist der Titel eines Arrangements für Klavier solo des Balletts Petruschka des russischen Komponisten Igor Strawinsky.

## Entstehung
Strawinsky berichtet in seiner Schrift „Erinnerungen“ (1936): „Bei dieser Arbeit [zu „Pétrouchka“] hatte ich die hartnäckige Vorstellung einer Marionette, die plötzlich Leben gewinnt und durch das teuflische Arpeggio ihrer Sprünge die Geduld des Orchesters so sehr erschöpft, dass es sie mit Fanfaren bedroht. Daraus entwickelt sich ein schrecklicher Wirrwarr, der auf seinem Höhepunkt mit dem schmerzlich-klagenden Zusammenbruch des armen Hampelmannes endet.“ Ursprünglich als konzertantes Stück für Klavier und Orchester konzipiert, wurde Strawinski vom Leiter der „Ballets Russes“, Sergei Djagilew überzeugt, aus diesem Werk das Ballett „Pétrouchka“ zu machen. Dabei blieben für das Klavier nur Episoden als Orchester-Solo-Instrument übrig.
Der Pianist Arthur Rubinstein beschreibt in seinen Memoiren seine Diskussionen mit Strawinski bezüglich der Möglichkeiten des Klaviers, das der Komponist ausschließlich für ein Schlaginstrument hielt. „Ich ging zum Flügel und spielte Teile aus ‚Petruschka’, vor allem die Musik in Petruschkas Zimmer. [...] Strawinsky [...] vergaß auf der Stelle alles, was vorangegangen war und wurde ganz professionell. ‚Wie bringen sie es fertig, daß ihre Bässe so klingen? Haben sie eine spezielle Pedaltechnik?’ ‚Ja selbstverständlich. Ich halte schnell mit dem Fuß die noch vibrierenden Bässe und kann deshalb im Diskant die Harmonien wechseln. Und’, fuhr ich spaßhaft fort, ‚das von ihnen so gehaßte Klavier kann noch viel mehr, mein Lieber.’ Igor war nun ganz versöhnt. ‚Ich schreibe Ihnen eine Sonate auf Motive aus ‚Petruschka‘.“
Die „Trois mouvements de Pétrouchka“ für Klavier von Igor Strawinsky sind eines der schwierigsten und virtuosesten Werke der Klavierliteratur. Stravinsky komponierte die Klaviertranskription im Jahre 1921 und widmete sie Arthur Rubinstein. Im zweiten Satz „Chez Pétrouchka“ lässt sich Strawinskys Vorstellung vom Tasteninstrument deutlich erkennen: C-Dur gegen Fis-Dur, weiße gegen schwarze Tasten. Der dritte Satz „La semaine grasse“ stellt an den Spieler vor allem hohe Ansprüche an seine Sprung- und Schlagtechnik. Für die Notierung des letzten Satzes verwendet Strawinsky fast immer drei, teilweise aber auch vier Systeme.

## Interpreten
Aufgrund der enormen Schwierigkeiten des Werks hat es bislang nur wenige Interpreten gefunden. Zu ihnen gehören Alfred Brendel, Emil Gilels, Wladimir Horowitz, Maurizio Pollini, Alexis Weissenberg, Daniil Trifonow, Christopher Park, Elena Kuschnerova, die jungen Pianistinnen Yuja Wang aus China und Chatia Buniatischwili aus Georgien.